# High Expectations Tour
L'High Expectations Tour è il primo tour della cantante britannica Mabel, a supporto del suo album in studio di debutto High Expectations (2019).

## Scaletta
High Expectations 
1. Mad Love
2. Bad Behaviour High Expectations Tour
3. Finders Keepers High Expectations Tour

Intermission
1. We Don't Say…
2. Selfish Love
3. Cigarette High Expectations Tour
4. One Shot
5. Come Over High Expectations Tour

Say My Name (Destiny Child’s Song)
1. Thinking of You
2. Stckhlm Syndrome
3. Trouble
4. Put Your Name on It High Expectations Tour
5. OK (Anxiety Anthem) High Expectations Tour
6. Fine Line
7. God Is a Dancer

Encore:
1. Ring RingHigh Expectations Tour
2. Don't Call Me Up High Expectations Tour

## Date
| Data             | Città      | Stato       | Luogo              | Artisti d'apertura |
| Europa           | Europa     | Europa      | Europa             | Europa             |
| ---------------- | ---------- | ----------- | ------------------ | ------------------ |
| 28 gennaio 2020  | Dublino    | Irlanda     | Olympia            | Kali Claire        |
| 29 gennaio 2020  | Dublino    | Irlanda     | Olympia            | Kali Claire        |
| 30 gennaio 2020  | Belfast    | Regno Unito | Ulster Hall        | Kali Claire        |
| 1º febbraio 2020 | Glasgow    | Regno Unito | O2 Academy         | Kali Claire        |
| 2 febbraio 2020  | Leeds      | Regno Unito | O2 Academy         | Kali Claire        |
| 4 febbraio 2020  | Liverpool  | Regno Unito | O2 Academy         | Kali Claire        |
| 5 febbraio 2020  | Manchester | Regno Unito | Manchester Academy | Kali Claire        |
| 7 febbraio 2020  | Nottingham | Regno Unito | Rock City          | Kali Claire        |
| 11 febbraio 2020 | Birmingham | Regno Unito | O2 Academy         | Kali Claire        |
| 12 febbraio 2020 | Londra     | Regno Unito | Eventim Apollo     | Kali Claire        |
| 21 febbraio 2020 | Madrid     | Spagna      | Joy Eslava         | Kali Claire        |
| 22 febbraio 2020 | Barcellona | Spagna      | La 2 De Apolo      | Kali Claire        |
| 24 febbraio 2020 | Milano     | Italia      | Magazzini Generali | Kali Claire        |
| 25 febbraio 2020 | Zurigo     | Svizzera    | Plaza Club         | Kali Claire        |
| 26 febbraio 2020 | Parigi     | Francia     | Le Trianon         | Kali Claire        |
| 28 febbraio 2020 | Bruxelles  | Belgio      | Orangerie          | Kali Claire        |
| 29 febbraio 2020 | Colonia    | Germania    | Gloria             | Kali Claire        |
| 1º marzo 2020    | Amsterdam  | Paesi Bassi | Melkweg Old Hall   | Kali Claire        |
| 3 marzo 2020     | Berlino    | Germania    | Kesselhaus         | Kali Claire        |
| 4 marzo 2020     | Amburgo    | Germania    | Mojo               | Kali Claire        |
| 5 marzo 2020     | Copenaghen | Danimarca   | Vega               | Kali Claire        |
| 6 marzo 2020     | Oslo       | Norvegia    | Rockefeller        | Kali Claire        |